# Trochoidea (slak)
Trochoidea is een geslacht van weekdieren uit de klasse van de Gastropoda (slakken).

## Soort
- Trochoidea elegans (Gmelin, 1791) (Sierlijke pyramideslak)